# Good Thing
Good Thing é uma canção do rapper estadunidense Sage the Gemini lançada em 18 de maio de 2015, pela Republic Records como segundo single do álbum Bachelor Party. Conta com a participação do cantor também estaduniense Nick Jonas. A faixa foi composta por Ilya Salmanzadeh, Savan Kotecha e Peter Svensson juntamente com o intérprete da música. A canção teve seu auge na tabela norte-americana Billboard Hot 100 na posição 75.

## Lançamento
Em entrevista ao Ryan Seacrest, Nick, no dia do lançamento, falou: "Nós nos juntamos e fizemos essa faixa e eu realmente sinto que esse é um grande próximo passo para mim. Espero bastante que isso se torne um hit de verão!". Para ele, a colaboração marca o início da experimentação de outros gêneros musicais.
Em abril, uma versão incompleta da canção vazou na internet. No dia 18 de maio a canção foi oficialmente lançada em uma versão explícita.

## Recepção
Christina Lee do site Idolator escreveu que "a canção prova que Sage the Gemini pode escrever um smash hit se ele quiser". Brendan V. do DJBooth disse que "mesmo Sage sendo o cantor principal, fica claro que Nick comanda a canção". Madeline Roth, da MTV, chamou a canção de "a perfeita canão de verão muito ritmo grudento e refrão comovente.

## Vídeo musical
O vídeo musical de Good Thing foi lançado em 21 de maio de 2015, dirigido por Hannah Lux Davis. O vídeo mostra Nick e Sage em um lugar exuberante e verde com vistas para uma floresta tropical e mais que o suficiente de mulheres para habitar a paisagem. Ezra Marcus diz "também há vários pratos de frutas frescas em todos os lugares, mas em nenhum momento se vê alguém dando uma mordida em algo."

## Apresentações
A canção foi apresentada no programada The Tonight Show Starring Jimmy Fallon em 23 de julho de 2015 pelos dois interpretes.

## Posição nas tabelas
| Parada (2015)     | Melhor posição |
| ----------------- | -------------- |
| Billboard Hot 100 | 75             |
| Pop Songs         | 32             |
| Rhythmic Songs    | 10             |

## Histórico de lançamento
| País           | Data                 | Formato          | Gravadora        | Ref.   |
| -------------- | -------------------- | ---------------- | ---------------- | ------ |
| Estados Unidos | 18 de maio de 2015   | Download digital | Republic Records | [ 13 ] |
| Estados Unidos | 18 de maio de 2015   | Download digital | Republic Records | [ 14 ] |
| Alemanha       | 18 de maio de 2015   | Download digital | Republic Records | [ 15 ] |
| Países Baixos  | 19 de maio de 2015   | Download digital | Republic Records | [ 16 ] |
| Nova Zelândia  | 19 de maio de 2015   | Download digital | Republic Records | [ 17 ] |
| Irlanda        | 21 de agosto de 2015 | Download digital | Republic Records | [ 18 ] |
| Reino Unido    | 21 de agosto de 2015 | Download digital | Republic Records | [ 19 ] |